# Kronplatz

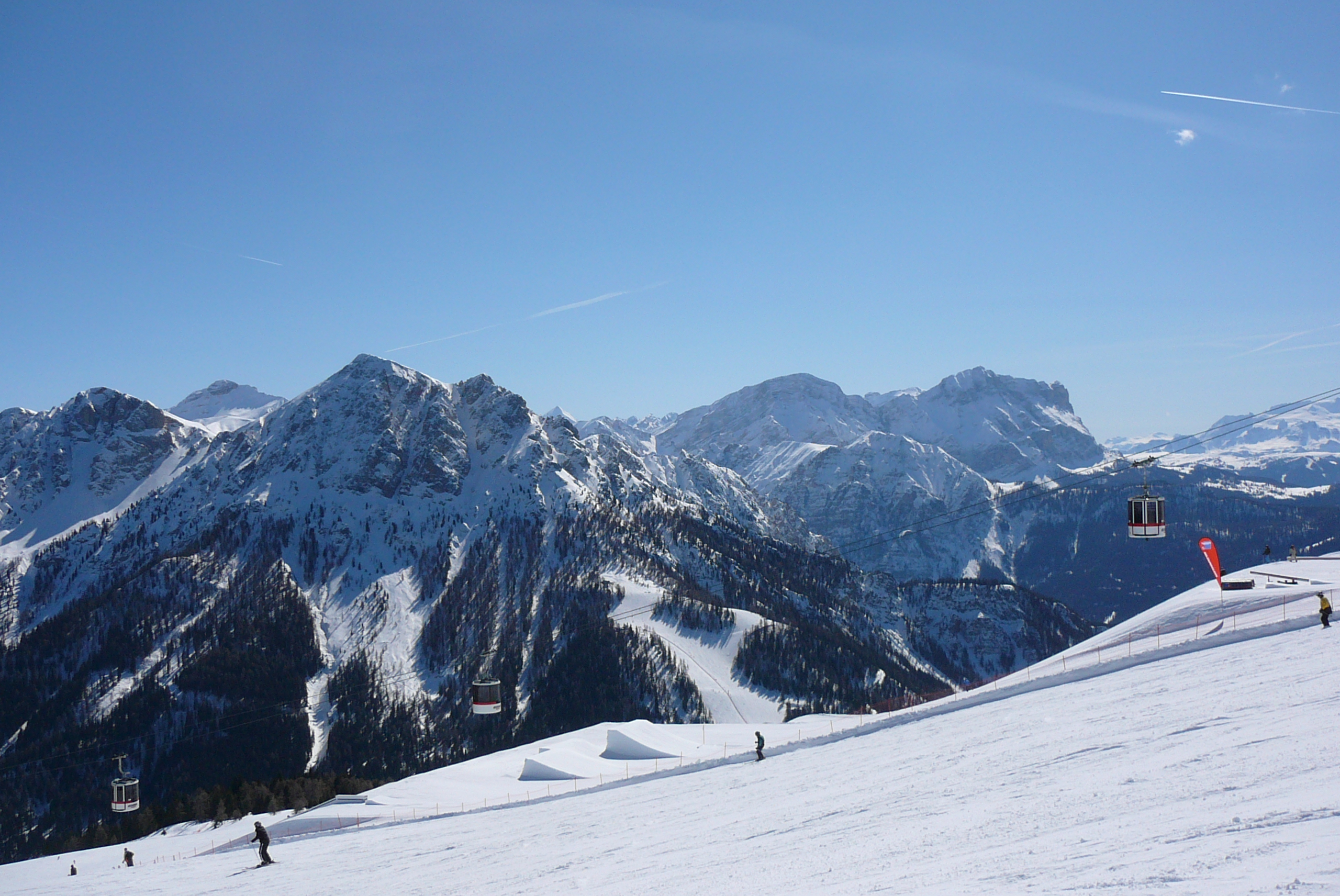
Kronplatz

Kronplatz je horské středisko v Jižním Tyrolsku. Toto středisko je velmi oblíbené i mezi českými turisty a lyžaři. Přes léto je využíváno především cyklisty a turisty, v zimní sezóně slouží převážně lyžařům, skialpinistům a běžkařům. Na vrcholu je umístěn zvon Concordia 2000, který je největší v celých Alpách. Několikrát na Kronplatzu probíhala etapa cyklistického závodu Giro d'Italia.

## Zimní využití
Středisko nabízí lyžařům 114 km sjezdovek a 32 lanovek, lze využít i několik běžeckých tras a skialpinistických cest. Ve volných chvílích je možno relaxovat i v plaveckém bazénu se saunou v městečku Reischach (Riscone) nebo využít bruslařskou plochu v městečku St. Lorenzen (San Lorenzen). Pro vyhledávače adrenalinu je možno využít snowpark a Zip-Line (lanovka).

## Letní využití
Tato oblast nabízí hodně kilometrů cyklostezek a turistických tras.

## Obce v nejbližším okolí
- Bruneck
- Antholzertal
- St. Vigil in Enneberg
- Olang Archivováno 30. 10. 2011 na Wayback Machine.
- St. Lorenzen Archivováno 28. 11. 2011 na Wayback Machine.
- Gsieser Tal-Welsberg-Taisten
- Pfalzen
- Rasen im Antholzertal
- Kiens
- Terenten
- Gais-Uttenheim
- St. Martin in Thurn Archivováno 12. 10. 2011 na Wayback Machine.